# Haloterapia

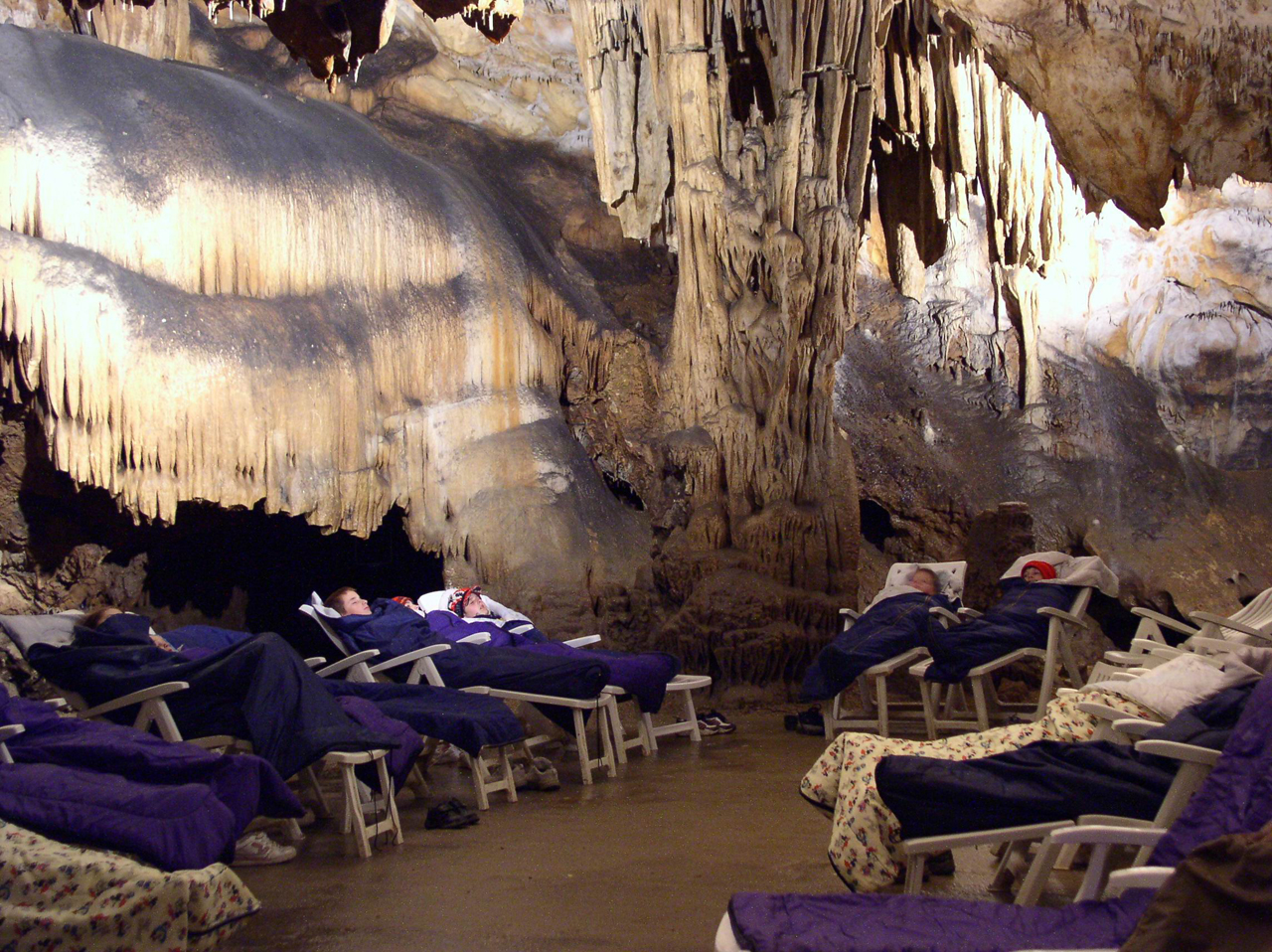
Spa de haloterapia en Eslovaquia

La haloterapia o terapia de sal es una forma de medicina alternativa pseudocientífica que utiliza sal como medio de tratamiento, aunque no tiene evidencia que la respalde por lo que carece de credibilidad científica. Históricamente esta ha tenido varias formas y la primera mención de su uso en «spas» es en Polonia en registros que datan del siglo XII en los cuales se relaciona con bañarse en aguas minerales.

## Efectividad
Los propietarios de los spa a menudo le atribuyen propiedades desintoxicantes y una amplia gama de beneficios para la salud. Sin embargo, los expertos en salud médica han concluido que la haloterapia es un tratamiento sin evidencia que carece de credibilidad científica. Limitaciones metodológicas hacen que los estudios que mostraron una mejoría en los síntomas de la enfermedad pulmonar obstructiva crónica después de la haloterapia sean cuestionables.
Una revisión reciente de la investigación que respalda la haloterapia determinó que, de 151 estudios realizados sobre este tema, solo 1 era un ensayo de control aleatorio bien diseñado que cumplía con los criterios de inclusión para un metanálisis. Los investigadores descubrieron que la mayoría de la investigación sobre este tema tienen serias fallas metodológicas que deben considerarse. Y afirman que «sin ensayos de control vigorosos, no podemos estar seguros de los efectos de la haloterapia, a pesar de las afirmaciones hechas en los medios de comunicación».
El conocido efecto de secado de la sal también podría ayudar a limpiar las secreciones bronquiales. Más allá del alivio a corto plazo asociado con el ambiente seco para aquellos que intentan excretar esputo, Norman Edelman de la American Lung Association sospecha que las supuestas mejoras en el estado de salud de los pacientes podría deberse simplemente al efecto placebo.
La inhalación de solución salina hipertónica puede estimular la broncoconstricción, lo cual puede usarse en el diagnóstico o evaluación de los síntomas del asma.

## Formas de tratamiento
Existen varias formas de tratamiento englobadas en la haloterapia, siendo algunas de las más comunes el entrar a minas de sal, ya sea naturales o reconstruidas y permanecer en ellas para respirar el aire seco e impregnado de sal de ese ambiente; los baños en aguas minerales y la inhalación de solución salina en aerosol.

## Riesgos
Las paredes de sal pueden ser adecuadas para la reproducción de bacterias y bacilos, como los neumococos, causantes de enfermedades como explica el Dr. Svetozár Dluholucky:

...muy fácilmente contaminado con microbios, puede ser peligroso. Muchas de las bacterias que causan infecciones respiratorias graves aman la sal y se asientan en las capas superficiales de las paredes de sal. Incluso las minas de sal que operan bajo tierra tienen criterios muy estrictos para garantizar que las personas no contaminen la cámara de sal con gérmenes. Incluso en algunos, cada tres o cuatro meses muelen algunos milímetros de la pared debido a los bacilos. Cuando se abandonó su uso, estuvo tranquilo durante unos cinco años y comenzó de nuevo. Si no se mantiene limpio, puede ser perjudicial para la salud; algunos tipos de neumococo también se adhieren allí. En nuestro caso, intentaron mitigar esto instalando sistemas de aire acondicionado. Pero un sistema de cueva de sal artificial que tiene aire acondicionado no puede funcionar. Eso es como intentar reproducir el aire de Tatra en un bloque de apartamentos del séptimo piso, es una estupidez.
— Prof. MUDr. Svetozár Dluholucky, CSc.